# Ivy Lee
Ivy Ledbetter Lee (Cedartown, 16 luglio 1877 – 9 novembre 1934) è stato un pubblicista e pubblicitario statunitense ed è considerato, assieme a Edward Bernays, uno dei padri delle moderne pubbliche relazioni.

## Biografia
Ivy Lee nacque nei pressi di Cedartown, Georgia, il 16 luglio 1877 come figlio di un sacerdote metodista, James Wideman Lee, che aveva fondato una importante famiglia ad Atlanta. Studiò alla Emory University di Atlanta, laureandosi in economia all'Università di Princeton. Lee sposò Cornelia Bartlett Bigalow nel 1901. La coppia ebbe tre figli: Alice Lee nel 1902, James Wideman Lee II nel 1906, e Ivy Lee Jr., nel 1909. Avviò la sua carriera come giornalista e stringer per conto di noti periodici quali New York Journal American, New York Times e New York World. Dopo cinque anni nel settore giornalistico, Lee ottenne il suo primo lavoro nel 1903 come direttore pubblicitario per il Citizens Union, organizzazione che appoggiava la candidatura del politico repubblicano Seth Low a sindaco di New York. Pubblicò il libro The Best Administration New York City Ever Had (La migliore amministrazione che New York abbia mai avuto). L'anno seguente accettò un incarico per conto del partito democratico Democratic National Committee

All'interno di questo comitato, strinse dei rapporti col giornalista George Parker, il quale aveva gestito una campagna pubblicitaria per Grover Cleveland durante la sua terza candidatura presidenziale. Nel tardo 1904, i due colleghi fondarono la terza società di pubbliche relazione degli Stati Uniti, la Parker & Lee. La nuova agenzia si vantava di "Precisione, autenticità, e interessi". Avviarono questa collaborazione dopo aver lavorato insieme nel Partito Democratico supportando la candidatura del giudice Alton Parker contro l'avversario Theodore Roosevelt.
La ditta Parker e Lee non arrivò ai quattro anni di vita, ma in seguito Lee sarebbe diventato uno dei più influenti pionieri delle pubbliche relazioni. Egli elaborò ed affermò la sua filosofia nel 1906 nella Declaration of Principles (Dichiarazione dei principi), la prima espressione del concetto che vedeva i professionisti delle relazioni pubbliche come coloro che si assumevano una responsabilità pubblica che si estende oltre gli obblighi verso il cliente. Nello stesso anno, il pubblicitario passò alla società ferroviaria Pennsylvania Railroad come assistente del presidente. Quell'anno accadde un incidente sulla linea ferroviaria gestita dalla società ad Atlantic City. Lee rilasciò quello che venne considerato il primo comunicato stampa: volle convincere la compagnia a rivelare apertamente le loro informazioni ai giornalisti, prima che questi le ascoltassero da altre fonti. Dopo aver convinto i dirigenti, portò i giornalisti sul luogo del disastro su un treno speciale fornendo loro informazioni e assistenza tecnica. Lee volle chiarire che il suo intento era quello di "far comprendere l'azienda al pubblico e il pubblico all'azienda".
Quando Lee venne assunto a tempo pieno dalla Pennsylvania Railroad nel 1912, fu considerato come il primo PR collocato in una posizione di livello dirigenziale. In realtà, i suoi archivi rivelano che ha redatto una delle prime descrizioni del lavoro di un VP-livello aziendale la posizione di pubbliche relazioni.
Uno dei suoi incarichi più importanti fu la collaborazione con il magnate John D. Rockefeller. Nel 1914 egli si impegnò nello scagionarlo dall'accusa di omicidio. Rockefeller aveva assoldato alcuni agenti della Guardia del Colorado per sedare uno sciopero: durante l'assalto al campo degli scioperanti rimasero uccise 20 persone. Lee diffuse una versione modificata dei fatti per coprire Rockefeller e la sua versione risultò poi falsa. Uno dei più celebri giudici della Corte Suprema Usa, Felix Frankfurter, in una lettera al Presidente degli Stati Uniti Roosevelt descrisse Lee e Bernays come avvelenatori professionali delle pubbliche coscienze. [Marcello Foa, Gli stregoni della notizia, p. 21]
Nel 1919 fondò il suo Ufficio di pubbliche relazioni, Ivy Lee & Associates.
Durante la prima guerra mondiale, Lee lavorò come direttore pubblicitario, e poi come assistente del presidente della Croce Rossa americana.
Attraverso sua sorella Laura, Lee è stato uno zio dello scrittore William S. Burroughs.
Ivy Lee morì a causa di un tumore al cervello, il 9 novembre 1934, all'età di 57 anni.